# Virginiamycine
La virginiamycine est un antibiotique antibactérien, mélange de synergistines S1 et M1.